# Lijst van voetbalinterlands Malawi - Mauritius
Deze lijst van voetbalinterlands is een overzicht van alle officiële voetbalwedstrijden tussen de nationale teams van Malawi en Mauritius. De landen speelden tot op heden dertien keer tegen elkaar. De eerste ontmoeting, een vriendschappelijke wedstrijd, werd op 6 juli 1970 in Zomba gespeeld. Het laatste duel, een groepswedstrijd voor de COSAFA Cup 2022, vond plaats in Durban (Zuid-Afrika) op 10 juli 2022.

## Wedstrijden
| №  | Plaats      | Datum           | Competitie                          | Wedstrijd          | Uitslag |
| -- | ----------- | --------------- | ----------------------------------- | ------------------ | ------- |
| 1  | Zomba       | 6 juli 1970     | Vriendschappelijk                   | Malawi – Mauritius | 1 – 0   |
| 2  | Lilongwe    | 9 juli 1970     | Vriendschappelijk                   | Malawi – Mauritius | 0 – 0   |
| 3  | Lilongwe    | 24 oktober 1976 | Afrika Cup 1978 kwalificatie        | Malawi – Mauritius | 1 – 1   |
| 4  | Curepipe    | 28 januari 1977 | Afrika Cup 1978 kwalificatie        | Mauritius − Malawi | 3 − 2   |
| 5  | Port Louis  | 24 januari 1978 | Afrikaanse Spelen 1978 kwalificatie | Malawi − Mauritius | 2 − 1   |
| 6  | Curepipe    | 15 juli 1984    | WK 1986 kwalificatie                | Mauritius − Malawi | 0 − 1   |
| 7  | Lilongwe    | 28 juli 1984    | WK 1986 kwalificatie                | Malawi − Mauritius | 4 − 0   |
| 8  | Port Louis  | 6 oktober 1996  | Afrika Cup 1998 kwalificatie        | Mauritius − Malawi | 1 − 2   |
| 9  | Lilongwe    | 22 juni 1997    | Afrika Cup 1998 kwalificatie        | Malawi − Mauritius | 3 − 2   |
| 10 | Windhoek    | 14 juni 2016    | COSAFA Cup 2016                     | Mauritius − Malawi | 0 − 1   |
| 11 | Phokeng     | 27 juni 2017    | COSAFA Cup 2017                     | Malawi − Mauritius | 0 − 0   |
| 12 | Pietersburg | 28 mei 2018     | COSAFA Cup 2018                     | Mauritius − Malawi | 1 − 0   |
| 13 | Durban      | 10 juli 2022    | COSAFA Cup 2022                     | Mauritius − Malawi | 0 − 2   |

## Samenvatting
| Competitie                     | Totaal gespeeld | Winst Malawi | Gelijk | Winst Mauritius | Doelsaldo Malawi – Mauritius |
| ------------------------------ | --------------- | ------------ | ------ | --------------- | ---------------------------- |
| WK-kwalificatie                | 2               | 2            | 0      | 0               | 5 – 0                        |
| Afrika Cup-kwalificatie        | 4               | 2            | 1      | 1               | 8 − 7                        |
| Afrikaanse Spelen-kwalificatie | 1               | 1            | 0      | 0               | 2 – 1                        |
| COSAFA Cup                     | 4               | 2            | 1      | 1               | 3 – 1                        |
| Vriendschappelijk              | 2               | 1            | 1      | 0               | 1 – 0                        |
| Totaal                         | 13              | 8            | 3      | 2               | 19 – 9                       |

FAM · 
Bondscoaches · 
Topscorers · 
Malawisch vrouwenelftal
1962 - 1969 · 
1970 - 1979 · 
1980 - 1989 · 
1990 - 1999 · 
2000 – 2009 · 
2010 – 2019 ·
2020 − 2029
Algerije ·
Angola ·
Bangladesh ·
Benin ·
Botswana ·
Burkina Faso ·
Burundi ·
Comoren ·
Congo-Brazzaville ·
Congo-Kinshasa ·
Djibouti ·
Egypte ·
Equatoriaal-Guinea ·
Eritrea ·
Ethiopië ·
Gabon ·
Ghana ·
Guinee ·
Ivoorkust ·
Jemen ·
Kameroen ·
Kenia ·
Lesotho ·
Liberia ·
Libië ·
Madagaskar ·
Mali ·
Marokko ·
Mauritius ·
Mozambique ·
Namibië ·
Nigeria ·
Oeganda ·
Rwanda ·
Sao Tomé en Principe ·
Senegal ·
Seychellen ·
Sierra Leone ·
Soedan ·
Somalië ·
Swaziland ·
Tanzania ·
Togo ·
Tsjaad ·
Tunesië ·
Zambia ·
Zimbabwe ·
Zuid-Afrika ·
Zuid-Soedan
MFA · Mauritiaans vrouwenelftal
1947 – 1959 · 
1960 – 1969 · 
1970 – 1979 · 
1980 – 1989 · 
1990 – 1999 · 
2000 – 2009 · 
2010 – 2019 ·
2020 – 2029
Angola ·
Botswana ·
Burundi ·
Comoren ·
Congo-Brazzaville ·
Congo-Kinshasa ·
Djibouti ·
Egypte ·
Equatoriaal-Guinea ·
Ethiopië ·
Fiji ·
Gabon ·
Ghana ·
Guinee ·
Hongkong ·
India ·
Indonesië ·
Ivoorkust ·
Kaapverdië ·
Kameroen ·
Kenia ·
Lesotho ·
Liberia ·
Libië ·
Macau ·
Madagaskar ·
Malawi ·
Malediven ·
Mauritanië ·
Mongolië ·
Mozambique ·
Namibië ·
Nepal ·
Nieuw-Caledonië ·
Oeganda ·
Pakistan ·
Qatar ·
Rwanda ·
Saint Kitts en Nevis ·
Sao Tomé en Principe ·
Senegal ·
Seychellen ·
Singapore ·
Soedan ·
Swaziland ·
Syrië ·
Tanzania ·
Togo ·
Tsjaad ·
Tunesië ·
Zambia ·
Zimbabwe ·
Zuid-Afrika